# 九華瀑布
九華瀑布位於南投縣信義鄉，丹大西溪上游九華大崩壁處，是東郡山彙受溪流向源侵蝕作用而形成，瀑布標高約2740公尺至2350公尺，為八階連瀑，總落差約390公尺，以落差約120公尺的頂層瀑布最為壯觀。日本人稱之為「巴羅博大瀑布」（譯名），與能高瀑布、向陽瀑布同屬臺灣高海拔的瀑布之一。

## 解
1. ↑  根據《臺灣通用電子地圖【NLSC】》、《臺灣通用正射影像【NLSC】》對照。

## 外部連結
- 東郡山彙（地圖）: 東郡山彙, 丹大東. 西溪, 九華瀑布, 丹大橫斷, 中之線警備道路, 丹大林道, 無雙迂迴, 上河文化股份有限公司編著, 2004